# Hasui Kawase
Hasui Kawase (川瀬 巴水?; 18 maggio 1883 – Ōta, 7 novembre 1957) è stato un pittore e disegnatore giapponese, esponente del movimento shin-hanga ("nuove stampe"), conosciuto soprattutto per le silografie.

## Biografia

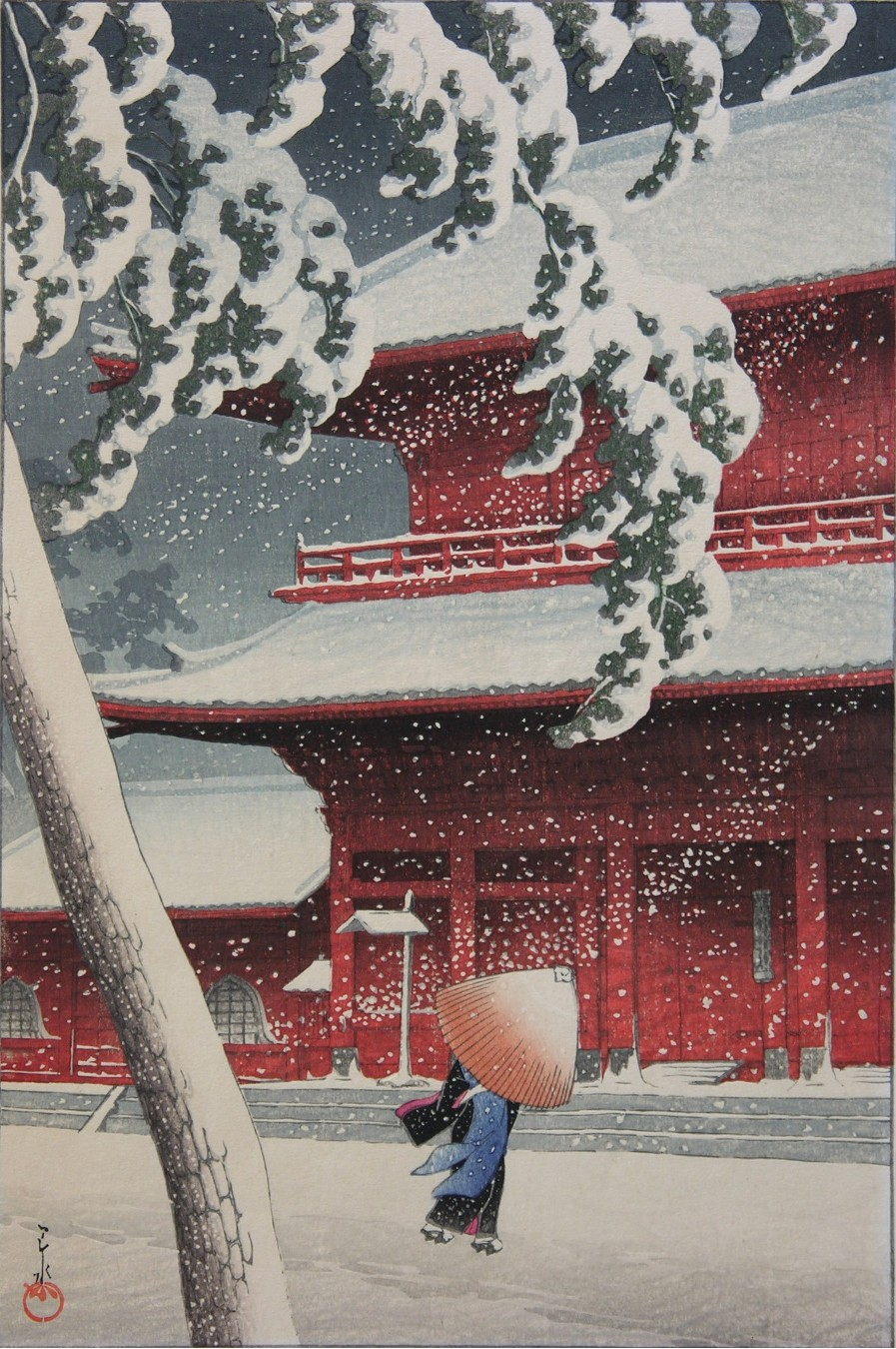
"Il tempio Zōjō-ji a Shiba" (1925)

Fin dall'infanzia Hasui era intenzionato ad intraprendere la carriera artistica, ma i suoi genitori, che gestivano un magazzino di vendita all'ingrosso di filati e cordami, lo destinarono alla prosecuzione dell'attività di famiglia. Fu solamente all'età di 26 anni, in concomitanza con il fallimento dell'impresa familiare, che Hasui si indirizzò agli studi artistici.
Si rivolse al maestro di pittura tradizionale Kiyokata Kaburagi che gli consigliò lo studio dell'arte occidentale, cosa che fece per due anni con il maestro di pittura Okada Saburōsuke. Al termine dei due anni di studio di tecniche e di stili occidentali riuscì a farsi accettare come allievo da Kaburagi. Nel laboratorio di Kaburagi Kawase studiò le silografie classiche dell'ukiyo-e e la pittura in stile tradizionale nihonga.
In occasione di una mostra di Shinsui Itō ove erano esposte le stampe Otto vedute del lago Biwa, Hasui ebbe l'occasione di conoscere Shōzaburō Watanabe, editore di stampe silografiche e sostenitore del movimento artistico dello shin-hanga, che gli commissionò 3 stampe di prova che furono poi pubblicate a cura della sua stamperia nell'agosto 1918. A partire da questa data, incominciò tra Hasui e Watanabe una stretta collaborazione per la realizzazione e diffusione di stampe shin-hanga, collaborazione che fu mantenuta per gli oltre 40 anni di attività artistica di Hasui.
Tre serie di silografie, Dodici vedute di Tokyo, Otto vedute del sud-est e Ricordi di viaggio (16 stampe), furono stampate nel 1919, ciascuna serie ebbe due tirature. La serie Raccolta di immagini del Giappone, iniziata nel 1922 e programmata in 12 stampe, non fu completata: il grande terremoto del Kantō del 1923 distrusse completamente il laboratorio di Watanabe, comprese le tavole già pronte per la stampa dei disegni progettati da Hasui. In quell'anno Hasui viaggiò nelle regioni dell'Hokuriku e del Chūgoku e al suo rientro, nel febbraio 1924, sulla base degli schizzi eseguiti sul posto, sviluppò la sua terza serie di silografie Souvenirs di viaggio.
Molte delle sue opere divennero note in occidente grazie al collezionista ed esperto d'arte americano Robert O. Muller (1911-2003) che acquistò numerose stampe e pitture Shin-hanga. La collezione Muller, che comprende centinaia di stampe shin-hanga di cui moltissime realizzate da Kawase Hasui, costituisce una delle più estese raccolte di questo genere; fu donata dal collezionista alla galleria Arthur M. Sackler Gallery (Washington, D.C.), uno dei musei della rete Smithsonian Institution.
Nel 1956, poco prima della sua morte che avvenne l'anno successivo, gli fu assegnato il titolo di Tesoro nazionale vivente del Giappone.

## Stile

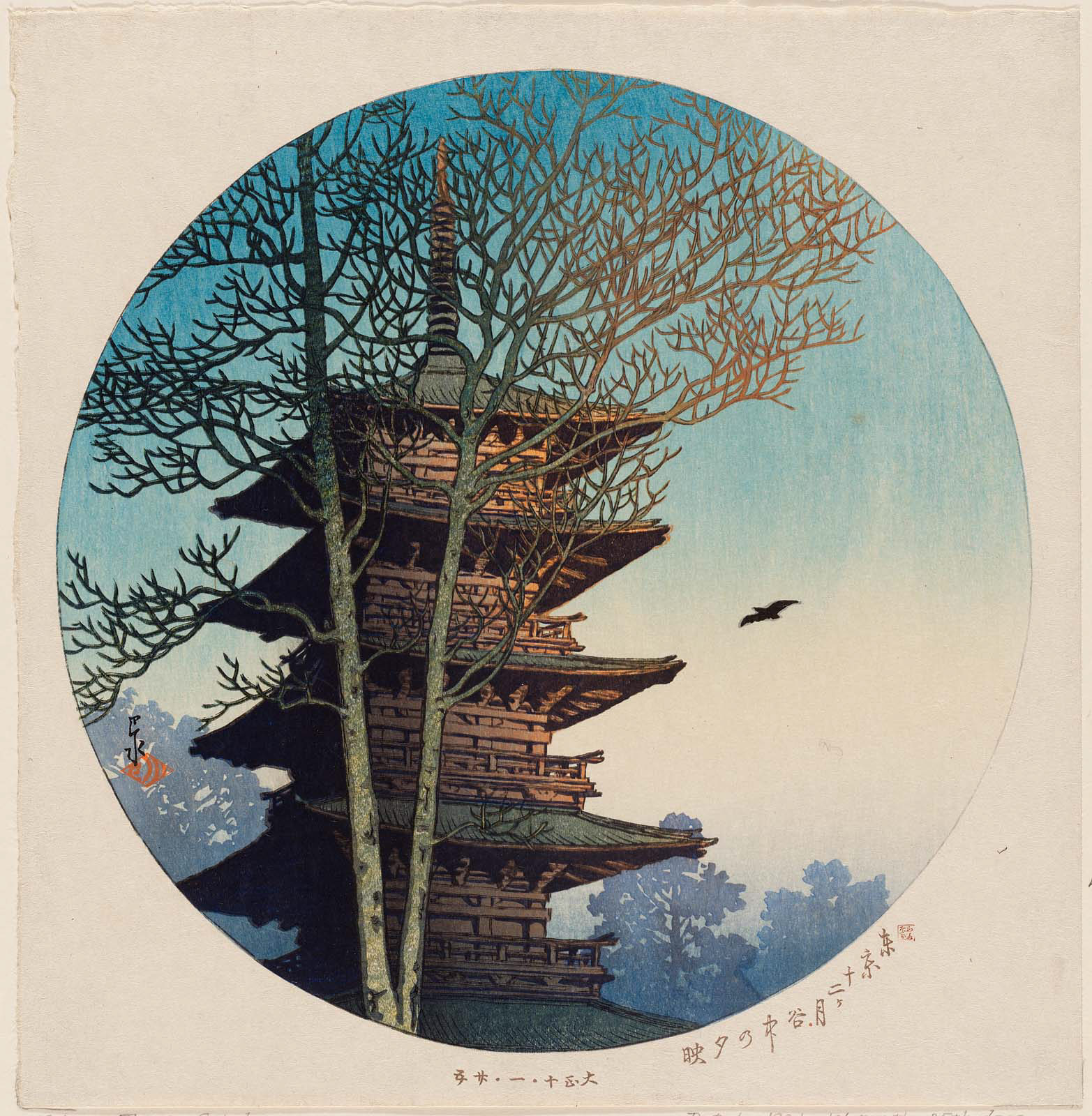
Crepuscolo a Yanaka - dalla serie 12 vedute di Tokyo, (1921)

Kawase riprodusse quasi esclusivamente paesaggi e vedute cittadine in silografie basate su bozze e schizzi realizzati nel corso di escursioni a Tokyo o viaggi in varie località del Giappone. Molte di queste stampe paesaggistiche non rientrano nel genere meishō (di luoghi famosi), genere tipico giapponese e molto amato dai maestri dell'ukiyo-e quali Hiroshige e Katsushika Hokusai. Spesso infatti le sue stampe illustrano aspetti locali e poco noti di un Giappone in via di urbanizzazione, paesaggi lacustri e marini lontani dai percorsi turistici. Kawase in particolare amava riprodurre il paesaggio, i monumenti, quartieri popolari e aspetti cittadini in precisi momenti della giornata o in specifiche condizioni di tempo atmosferico; pioggia, neve, albe e tramonti costituiscono l'atmosfera prevalente di numerose scene e vedute.
A differenza degli autori dell'ukiyo-e, le sue silografie di paesaggio sono prive di titoli e note testuali, proprio a sottolineare la non appartenenza della veduta rappresentata a località nota al pubblico.
Un aspetto interessante dell'arte di Hasui era proprio il suo uso limitato della figura umana: la maggior parte delle sue stampe non hanno affatto figure, e quando presenti sono spesso viste da dietro o di lato, e generalmente collocate ai bordi o sullo sfondo della composizione. Proprio questo isolamento aggiunge un senso di intensità e stasi che è un marchio di 
fabbrica dello stile Hasui.
Hasui si considerava un pittore del realismo e mise in pratica la sua formazione e i suoi studi dell'arte pittorica occidentale sia nella composizione con impiego della prospettiva sia nella costruzione dei volumi attraverso l'ombreggiatura; ma soggetti e atmosfere erano perfettamente conformi all'estetica tradizionale giapponese.
Spesso le sue stampe erano molto complesse e prevedevano un'ampia gamma di colori; per le stampe più ricche e articolate, il progetto elaborato comportava l'incisione e stampa di 25 tavole diverse.
In occidente Kawase è conosciuto principalmente come disegnatore di silografie, ma nel corso della sua carriera artistica oltre alla realizzazione di un grande numero di silografie, si dedicò anche agli acquarelli. Inoltre ha realizzato dipinti ad olio, rotoli verticali secondo la tradizione giapponese e alcuni byōbu (paraventi pieghevoli).

## Opere di rilievo
- Dodici vedute di Tokyo (1919-1921) - serie
- Raccolta di paesaggi del Giappone (1922-1926)- serie
- Neve al tempio Zojo (1953)
- Salita alla Sala dorata, Hiraizumi (1957)

Circa la datazione delle stampe: molte silografie attualmente in circolazione o presenti in collezioni sono ristampe realizzate negli anni '60 successivamente alla morte di Kawase.